# Родригес, Освальдо (коста-риканский футболист)
Освальдо Роберто Родригес Флорес (исп. Osvaldo Roberto Rodríguez Flores; родился 17 декабря 1990 года в Покоси, Коста-Рика) — коста-риканский футболист, вингер клуба «Сантос де Гуапилес» и сборной Коста-Рики.

## Клубная карьера
Родригес — воспитанник клуба «Сантос де Гуапилес» из своего родного города. 17 января 2010 года в матче против «Брухаса» он дебютировал в чемпионате Коста-Рики. 3 февраля 2012 года в поединке против «Лимона» Освальдо забил свой первый гол за «Сантос де Гуапилес».
В начале 2014 года Родригес перешёл в «Алахуэленсе». 16 января в матче против «Лимона» он дебютировал за новую команду. 9 февраля в поединке против своего родного клуба «Сантос де Гуапилес» Освальдо забил свой первый гол за «Алахуэленсе».
Летом 2016 года Родригес вернулся в «Сантос де Гуапилес». В 2017 году в матчах Лиги чемпионов КОНКАКАФ против тринидадского «Сан-Хуан Джаблоти» и панамского «Чоррильо» он забил по голу.

## Международная карьера
В 2013 году Родригес в составе национальной команды стал обладателем Центральномериканского кубка. 19 января в матче против сборной Белиза он дебютировал за сборную Коста-Рики. Освальдо также принял участие в поединках против команд Никарагуа, Гватемалы, Сальвадора и Гондураса.
В том же году Родригес принял участие Золотом кубке КОНКАКАФ. На турнире он сыграл в поединках против команд Кубы, Гондураса, США и Белиза.

## Достижения
Международные
 Коста-Рика
- Центральноамериканский кубок — 2013